# Долгоруков, Прохор Григорьевич
Князь Прохор Григорьевич Долгоруков — стольник и воевода во времена правления Алексея Михайловича, Фёдора Алексеевича и правительницы Софьи Алексеевны. Рюрикович в XXIV колене, из княжеского рода Долгоруковы.
Старший сын воеводы и князя Григория Даниловича Долгорукова. Имел сестёр, княжну Мавру Григорьевну — жена Ивана Михайловича Колычева (с 1665), была мамкой Петра I Алексеевича, ушла в монастырь (1713) и княжну Анну Григорьевну — в числе других невест представлена царю Алексею Михайловичу (30 ноября 1669).

## Биография
Из жильцов пожалован в стряпчие (27 сентября 1654). Исполнял дворцовые службы (1654-1683). Участник Рижского похода в полку государя (1655-1656). Пожалован в царские стольники (1658-1686). Стольник, дневал и ночевал при гробе царевича Симеона Алексеевича (03 и 17 июля 1669), тоже при гробе царевича Алексея Алексеевича (02 и 16 февраля 1670). Участвовал в Низовом походе в полку князя Юрия Алексеевича Долгорукова (1671). Воевода в Саранске (1674-1675). На службе в Туле, разборщик, для высылки на службу в Путивль ратных людей (1679). Дневал и ночевал при гробе царя Алексея Михайловича (03 мая 1682). Участвовал в Троицком походе (1683).
Владел поместьями в Московском и Малоярославецком уездах.

## Семья
Женат дважды:
1. Авдотья — вотчинница Рязанского уезда.
2. Анна Юрьевна урождённая княжна Барятинская († 1718) — дочь боярина, князя Юрия Никитича Барятинского. Овдовев вышла замуж за Тихона Никитича Стрешнева.

Дети
- князь Долгоруков Иван Прохорович — стольник (1686).
- князь Долгоруков Григорий Прохорович — при формировании Преображенского полка поступил туда из стольников — капитаном (1683), стольник царицы Прасковьи Фёдоровны (1686-1692).